# Monoedus
Monoedus is een geslacht van kevers uit de familie somberkevers (Zopheridae).

## Soorten
Deze lijst is mogelijk niet compleet.
- M. boliviensis
- M. crispatus
- M. crowsoni
- M. cubanensis
- M. grouvellei
- M. guttatus
- M. hirtus
- M. pubescens